# Arthur W. Radford
Pour les articles homonymes, voir Radford.
Arthur William Radford, ou Arthur W. Radford, né le 27 février 1896 à Chicago et mort le 17 août 1973 à Bethesda, est un amiral et aviateur naval de l'United States Navy. En plus de 40 ans de service militaire, Radford occupe divers postes dont vice-chef des Opérations navales (1948-1949), commandant de la flotte du Pacifique (en) (1949-1953) et chef d'État-Major des armées (1953-1957), l'officier militaire le plus élevé dans la hiérarchie des Forces armées des États-Unis.
Avec un intérêt pour les navires et les avions dès son plus jeune âge, Radford commence son service à bord du cuirassé USS South Carolina (BB-26) pendant la Première Guerre mondiale. Dans l'entre-deux-guerres, il gagne ses ailes de pilote et prend du galon affecté à bord des navires ou au Bureau of Aeronautics. Après l'entrée des États-Unis dans la Seconde Guerre mondiale, il est l'architecte du développement et de l'expansion des programmes de formation des aviateurs de la Marine dans les premières années de la guerre. Au cours des dernières années de la guerre, il commande un groupe aéronaval à travers plusieurs campagnes majeures de la guerre du Pacifique.
Considéré comme un commandant résolu et agressif, Radford est une figure centrale dans les débats d'après-guerre sur la politique militaire des États-Unis, il est un ardent défenseur de l'aviation navale. En tant que commandant de la flotte du Pacifique, il défend les intérêts de la Marine à une époque de rétrécissement des budgets de défense et il est une figure centrale de la Révolte des amiraux, une controverse entre les militaires et la politique du président Harry S. Truman sur la place du nucléaire dans la défense. En tant que chef d'État-Major des armées, il continue à plaider en faveur d'une politique étrangère agressive et d'une importante dissuasion nucléaire à l'appui de la politique « New Look » (en) du président Dwight D. Eisenhower.
Radford quitte l'armée en 1957, mais il continue d'être le conseiller militaire de plusieurs éminents politiciens jusqu'à sa mort en 1973. Dans sa carrière militaire, il reçoit de nombreux hommages et décorations militaires et un destroyer de classe Spruance, le USS Arthur W. Radford (DD-968) est baptisé en son honneur.

## Jeunesse
Arthur William Radford est né le 27 février 1896 à Chicago. Il est l'aîné des quatre enfants de John Arthur Radford, un ingénieur électrotechnique né au Canada, et d'Agnes Eliza Radford (née Knight). Il est décrit comme brillant et énergique dans sa jeunesse. Lorsqu'Arthur a six ans, sa famille déménage à Riverside dans l'Illinois, où son père prend un emploi d'ingénieur-gestionnaire auprès de la compagnie Commonwealth Edison. John Radford gère les premiers moteurs à turbine à vapeur aux États-Unis, à la centrale électrique de Fisk Street (en).
Arthur commence ses années d'étude à l'école publique de Riverside, où il exprime déjà intérêt pour la marine américaine. Il développe également un intérêt pour l'aviation après une visite à l'exposition universelle de 1904 à St Louis dans le Missouri. Radford est un jeune garçon timide, mais il se comporte très bien à l'école. En quatrième année, il dessine souvent des diagrammes détaillés de l'USS Maine (ACR-1). Au milieu de 1910, Radford déménage avec sa famille à Grinnell dans l'Iowa, et fréquente le Grinnell High School pendant un an et demi, avant de décider de postuler à l'Académie navale des États-Unis. Il réussit à obtenir la recommandation nécessaire d'un membre local du Congrès des États-Unis pour rentrer à l'académie. Après plusieurs mois de tutorat à Annapolis, il entre à l'académie en juillet 1912, à l'âge de seize ans.
Bien que la première année de Radford à l'académie ait été médiocre, il s'applique davantage à ses études et améliore ses résultats lors des trois années restantes. Il participe à des croisières d'été en Europe en 1913 et 1914 et traverse le canal de Panama en rejoignant San Francisco en 1916. Radford, dont le surnom est « Raddie » pour ses camarades de promotion, termine à la 59e place sur 177 avec la classe de 1916 et il est affecté comme enseigne dans la marine américaine pendant la Première Guerre mondiale.

## Début de carrière militaire

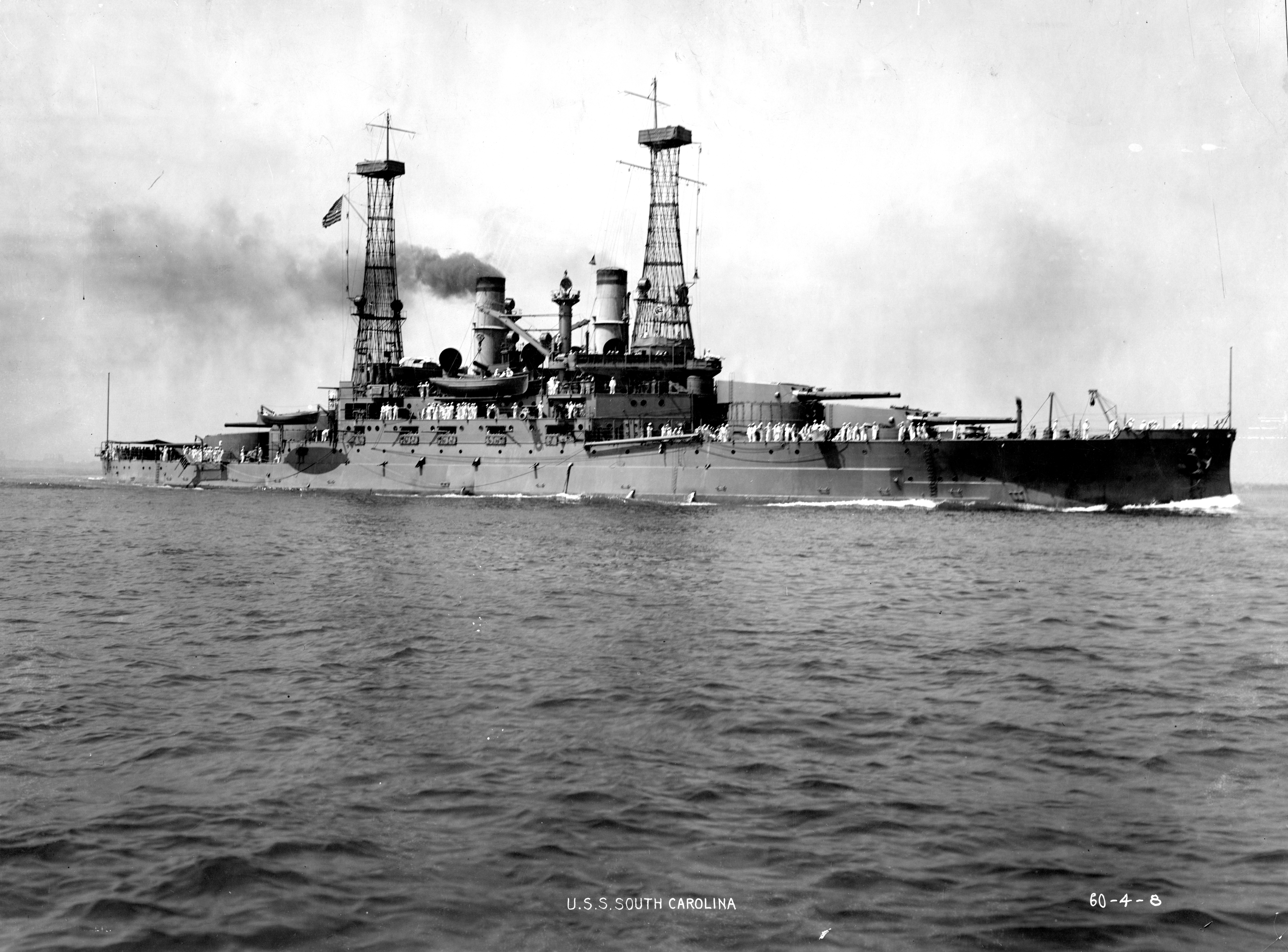
L', sur lequel Radford effectue sa première affectation pendant la Première Guerre mondiale.

La première affectation de Radford se déroule à bord du cuirassé USS South Carolina (BB-26),, qui sert d'escorte à un convoi transatlantique vers la France en 1918. Pour son deuxième et troisième poste, il est aide de camp pour deux commandants de division de cuirassé successif. En 1920, Radford est envoyé à Pensacola en Floride pour subir un entraînement au vol, et il est promu lieutenant peu après. Durant les années 1920 et 1930, il effectue son service en alternant des postes au sein de plusieurs escadrons d'aviation, en mers à bord de divers navires de la flotte et au sol aux États-Unis avec le Bureau of Aeronautics. Pendant cette période, et alors qu'il sert sous le commandement du contre-amiral William A. Moffett, il interagit fréquemment avec des politiciens et développe une certaine expérience de la politique qui lui sera par la suite utile dans sa carrière. Contrairement à d'autres officiers cherchant à grimper les échelons, Radford n'assiste pas aux cours du Naval War College, mais on le reconnait comme un officier efficace et qui n'hésite pas à livrer sa pensée en toute franchise, même à ses supérieurs.
Radford obtient le rang de lieutenant commander en 1927, et sert avec des unités aéronavales à bord de l'USS Colorado (BB-45), l'USS Pennsylvania (BB-38) et l'USS Wright (AV-1). En 1936, il est promu commander et prend le commandement de l'escadron de chasse VF-1B (en) à bord de l'USS Saratoga (CV-3). En 1939, il reçoit le commandement de la Naval Air Station Seattle (en) à Seattle dans l’État de Washington. Le 22 avril 1939, il épouse Miriam Jean (Caro) Spencer (1895-1997) à la base Vancouver Barracks (en), à Vancouver. Fille de Simon Caro, Miriam a été précédemment marié à Albert Cressey Maze (1891-1943), avec qui elle a déjà un fils, Robert Claude Maze Sr., major du corps des Marines qui a été tué en action en 1945, puis à Earl Winfield Spencer, Jr. (en). En mai 1940, Radford est nommé commandant en second de l'USS Yorktown (CV-5), un poste qu'il occupe pendant un an.
En juillet 1941, Radford est nommé commandant de la station aérienne navale sur l'île de la Trinité dans les Antilles britanniques. Il proteste contre cette affectation parce qu'il craint de rester à ce poste pendant des années et mis à l'écart alors que la Seconde Guerre mondiale se profile. Finalement, il ne reste à la station que pendant trois mois à la suite d'un changement d'organisation du Bureau of Aeronautics. En effet, vers le milieu de l'année 1941, à la faveur d'une grande expansion du programme d'aviateurs navals, les escadrons ne peuvent plus former les aviateurs nouvellement arrivés. En outre, à cette époque, la grande différence de performance des avions de combat par rapport aux avions d'entraînement oblige les pilotes a passer beaucoup plus de temps aux commandes des avions de combat avant de devenir pleinement opérationnel sur ces derniers. Radford reçoit alors la visite d'Artemus Gates (en), secrétaire adjoint de la Marine pour l'Air (en). Celui-ci est tellement impressionné par Radford qu'il ordonne au contre-amiral John Henry Towers, chef du Bureau of Aeronautics, de le transférer la division de formation des pilotes de l'aéronavale qui vient d'être créée.

## Seconde Guerre mondiale

### Division de la formation aéronautique
Radford prend le commandement de la « division de la formation aéronautique » à Washington D.C. le 1er décembre 1941, sept jours avant l'attaque de Pearl Harbor qui pousse les États-Unis à entrer dans la Seconde Guerre mondiale. Il est nommé directeur de la formation aéronautique pour le bureau du chef des Opérations navales et pour le Bureau of Navigation ; ce double rattachement permet de centraliser la coordination de la formation de tous les aviateurs navals. Les États-Unis se mobilisant pour la guerre, le bureau de Radford travaille de longues heures, six jours par semaine dans le but de construire le plus rapidement possible les infrastructures de formation nécessaires. Pendant plusieurs mois, ce travail permanent occupe tout son temps. Il note d’ailleurs par la suite que la marche au travail est la seule forme d'exercice qu'il a pu pratiquer. Durant ce laps de temps, il impressionne ses collègues avec une approche directe et très franche dans le travail, tout en demeurant quelqu'un avec qui, il est facile de travailler. Il est promu capitaine peu de temps après.
Tout au long de l'année 1942, il établit et affine l'infrastructure administrative pour la formation des aviateurs. Radford supervise la croissance massive de la division, établissant des sections séparées pour l'administration, la formation physique, la formation des aviateurs en vol, l'exploitation des aéronefs, l'exploitation des systèmes radios et l'artillerie. La division organise également des formations techniques et rédige des ouvrages de formation. Radford conçoit également quatre commandements de terrain pour la formation des pilotes. Le Commandement de l'instruction aérienne primaire qui a la charge de toutes les écoles de pré-vol et les bases d'aviation de la réserve navale dans le pays. Le Commandement de l'instruction aérienne intermédiaire qui administre la Naval Air Station Pensacola et la Naval Air Station Corpus Christi où l'entraînement au vol est mené. Le Commandement de l'instruction aérienne opérationnelle qui a la charge des pilotes entre la fin de leur formation et leurs premières affectations opérationnelles. Et enfin, le Commandement de la formation technique aérienne qui forme les hommes enrôlés pour les postes de soutien dans l'aviation, comme l'entretien, l'ingénierie et les opérations de parachutisme. Radford cherche à imposer son propre style de commandement « efficace » dans l'organisation de ces écoles.
Radford établit sa réputation en concevant progressivement et de manière innovante les programmes de formation des pilotes les plus efficients et efficaces. Il cherche notamment à intégrer des programmes de conditionnement sportif dans la formation des aviateurs navals. Radford attire des directeurs sportifs de l'université d'État de l'Ohio, de l'université Harvard et de l'université d'État de Pennsylvanie sous l'autorité du joueur de football et aviateur naval Tom Hamilton (en), à qui Radford donne le mandat de développer les programmes de préparation physique. Radford suggère également d'intégrer les femmes dans des tâches complexes mais répétitives, telles que pour l'utilisation des simulateurs de vol. Mais lorsque sa hiérarchie rejette le projet d'intégrer des femmes dans le service, il réussit à convaincre Carl Vinson, membre du congrès et président du Comité des affaires navales de la Chambre des représentants de l’intérêt de cette idée. Et cet effort aboutit finalement à la création du Women Accepted for Volunteer Emergency Service (en) (WAVES), qui permet notamment à 23 000 femmes de participer à la formation aéronautique au cours de la guerre. Radford cherche également à utiliser au mieux les atouts des hommes d'affaires et des professionnels qui se portent volontaires pour le service militaire, en créant l'« Aviation Indoctrination School » et l'« Air Combat Intelligence School » à la Naval Air Station Quonset Point afin de permettre à ces recrues de devenir des officiers navals plus expérimentés.

### Service en mer

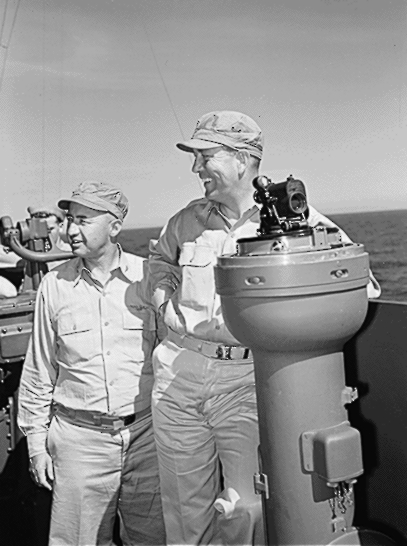
Radford (à droite) avec le capitaine Joseph J. Clark à bors de l' en octobre 1943.

Au début de l'année 1943, les programmes de formation mis en place par Radford sont établis et fonctionnent efficacement, celui-ci cherche alors à rejoindre les zones de combat. En avril 1943, il reçoit l'ordre de faire rapport au bureau du commandant des forces aériennes navales de la flotte du Pacifique (en). Il est promu contre-amiral afin de recevoir le commandement d'une division de porte-avions. Cette nomination est inhabituelle, puisque la plupart des commandants de division de porte-avions ne sont nommés qu'après avoir exercé le commandement d'un navire capital. De mai et juin 1943, il effectue une tournée d'inspection dans les bases américaines du Pacifique Sud. Après cela, il est assigné sous le commandement du contre-amiral Frederick C. Sherman, commandant de la 2e division de porte-avions à Pearl Harbor. Radford passe plusieurs semaines à observer les opérations aériennes et les tactiques des porte-avions opérant depuis Hawaii. Il est particulièrement impressionné par la façon dont la doctrine des porte-avions a évolué depuis son affectation sur un porte-avions dans les années 1930. En juin 1943, il reçoit l'ordre d'observer les opérations sur l'USS Independence (CVL-22) afin d'étudier la spécificité des porte-avions léger.
Le 21 juillet 1943, Radford reçoit le commandement de la 11e division de porte-avions (en), composée du nouveau porte-avions de la classe Essex, l'USS Lexington (CV-16) ainsi que des porte-avions USS Independence (CVL-22) et USS Princeton (CVL-23). Ces porte-avions sont restés à Pearl Harbor jusqu'au mois d'août, afin de poursuivre l'entrainement et préparer les opérations. Radford connaît sa première expérience opérationnelle le 1er septembre 1943 en assurant la couverture d'une incursion aux îles Baker et Howland dans le cadre de la Task Force 11 sous le commandement du contre-amiral Willis Augustus Lee. Radford commande l'USS Princeton, l'USS Belleau Wood (CVL-24) et quatre destroyers afin d'agir comme une force de couverture pour les Marines de Lee, qui ont la charge de construire un aérodrome sur les îles. Après cette opération réussie, et sous la direction de l'amiral Chester Nimitz, la Task Force 11 est rejoint par le Lexington et la Task Force 15 du contre-amiral Charles Alan Pownall. Les deux flottes mettent la vapeur vers l'atoll de Tarawa pour le frapper. Dans la nuit du 17 septembre, les porte-avions lancent six vagues de chasseurs, de bombardiers en piqué et de bombardiers-torpilleurs sur les défenses japonaises.
Quelques semaines plus tard, Radford et ses porte-avions prennent part à une attaque aéronavale menée conjointement avec un bombardement de croiseur contre l'atoll de Wake du 5 au 6 octobre 1943. Le Lexington devient le navire amiral de Radford pour la durée de l'opération. Bien que les effets sur les positions japonaises ne sont pas connus, Radford et d'autres dirigeants considèrent ces opérations comme utiles pour préparer leurs forces aux grandes batailles à venir dans le Pacifique central.

### Grandes opérations de combat
Les principales opérations dans le Pacifique central commencent en novembre 1943. La prochaine mission de Radford est l'opération Galvanic, une campagne dans les îles Gilbert avec l'objectif de capturer Tarawa, l'île de Makin et l'atoll d'Apamama. C'est l'une des premières fois où les porte-avions américains s'opposent en force à la puissance aérienne japonaise basée à terre, alors qu'en même temps, les troupes de l'US Army et les Marines américains combattent les Japonais au sol. Pour cette mission, la division des porte-avions de Radford est désignée Task Group 50.2, le groupe des porte-avions du Nord, qui comprend l'USS Enterprise (CV-6), l'USS Belleau Wood (CVL-24) et l'USS Monterey (CVL-26). Radford n'est pas d'accord avec cette stratégie, en maintenant jusqu'à sa mort que la force aurait dû mener une offensive pour frapper la puissance aérienne japonaise sans être liée aux forces terrestres. Malgré ses objections, la flotte quitte Pearl Harbor pour les îles Gilbert le 10 novembre.
L'invasion de Tarawa commence le 20 novembre. Les forces de Radford sont occupées par des frappes aériennes sur des cibles japonaises au sol. Elles doivent également faire face à de fréquentes attaques de nuit de l'aviation japonaise, alors que les équipages américains ne sont ni équipés ni bien préparés pour le combat de nuit. Radford improvise une unité pour contrer les raids nocturnes japonais. Il est d'ailleurs crédité pour avoir établi des routines de patrouilles aériennes de combat de nuit reprises par la suite dans toute la flotte afin de protéger les porte-avions. Il commande la 11e division de porte-avions autour de Tarawa pendant plusieurs jours supplémentaires et retourne à Pearl Harbor le 4 décembre.
De retour de Tarawa, Radford est réaffecté comme chef d'état-major de John Henry Towers, qui est commandant des forces aériennes de la flotte du Pacifique. Il participe à la planification des opérations à venir, dont l'opération Flintlock, l'invasion des îles Marshall. Il espère retourner au combat à la fin de cette mission, mais en mars 1944, il est affecté à Washington, D.C. comme chef adjoint des opérations navales. Il assume cette nouvelle fonction essentiellement administrative à compter du 1er avril. Elle comprend notamment l'établissement d'un nouveau système intégré pour la maintenance, l'approvisionnement et la mise hors service des avions ; et il est nommé directeur d'un conseil d'étude sur l'usure des aéronefs. Après six mois de service, Radford est renvoyé sur le théâtre du Pacifique par l'amiral Ernest King,Chef des Opérations navales (« Chief of Naval Operations » ou CNO) et commandant en chef de la Flotte des États-Unis.

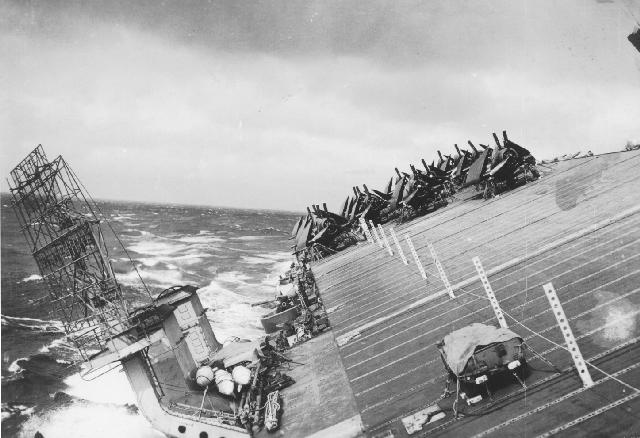
L' durant le typhon Cobra, le 18 décembre 1944.

Radford retourne à Pearl Harbor le 7 octobre 1944 où il est nommé commandant de la 6e division de porte-avions (en). En volant vers son nouveau commandement, il est retenu à Kwajalein, puis à Saipan, manquant la bataille du golfe de Leyte qui se déroule aux Philippines. Il atteint Ulithi où il fait rapport au vice-amiral John S. McCain, Sr., commandant de la Task Force 58. Pendant les deux mois suivants, Radford demeure sous le statut d’observateur sous le commandement de Frederick C. Sherman comme passager à bord de l'USS Ticonderoga (CV-14), lui-même intégré au Task Group 38.3. Pendant ce temps, il peut observer les frappes sur Luçon et les Visayas, aussi bien que les attaques aériennes sur les navires Japonais ou encore le typhon Cobra qui causent de nombreux dégâts aux navires de la Marine américaine,.
Le 29 décembre 1944, Radford reçoit l'ordre de prendre le commandement du Task Group 38.1 après la blessure de son commandant, le contre-amiral Alfred E. Montgomery. Le lendemain, la flotte quitte Ulithi et se dirige vers Luçon et Formose (Taïwan) pour y effectuer une série de frappes aériennes. Tout au long du mois de janvier 1945, la flotte de Radford opère en mer de Chine du Sud frappant des cibles japonaises en Indochine française et à Hong Kong. En février, la 3e flotte des États-Unis est rebaptisée 5e flotte des États-Unis et, dans le cadre de cette réorganisation temporaire, la force de Radford est redéfinie comme Task Group 58.4. Ce dernier poursuit ses frappes contre des cibles japonaises dans la mer intérieure de Seto en mars. Le 1er avril, la force se déplace pour participer à la bataille d'Okinawa et au cours des deux prochains mois, elle lance des raids nocturnes, qui à ce moment-là, se montrent efficaces pour repousser les attaques japonaises contre les navires américains. Après deux mois de soutien aux forces terrestres à Okinawa, la flotte de Radford est détachée de cette opération.
De retour dans la 3e flotte et désigné à nouveau Task Group 38.4, la flotte de Radford commence à fonctionner au large des îles japonaises en juillet 1945. Elle entame une campagne aérienne intense contre des cibles militaires sur Honshū et Hokkaidō, frappant la marine marchande, les aérodromes japonais et d'autres cibles terrestres. Radford demeure aux commandes de la force jusqu'au jour de la victoire sur le Japon, marquant la fin de la guerre du Pacifique. À la réception des ordres qui enjoignent de mettre fin aux hostilités, il envoie un message destiné aux navires de sa flotte et à ses hommes pour leur communiquer sa fierté devant le devoir qu'ils ont accompli,.

## Après guerre

### Réorganisation de la marine

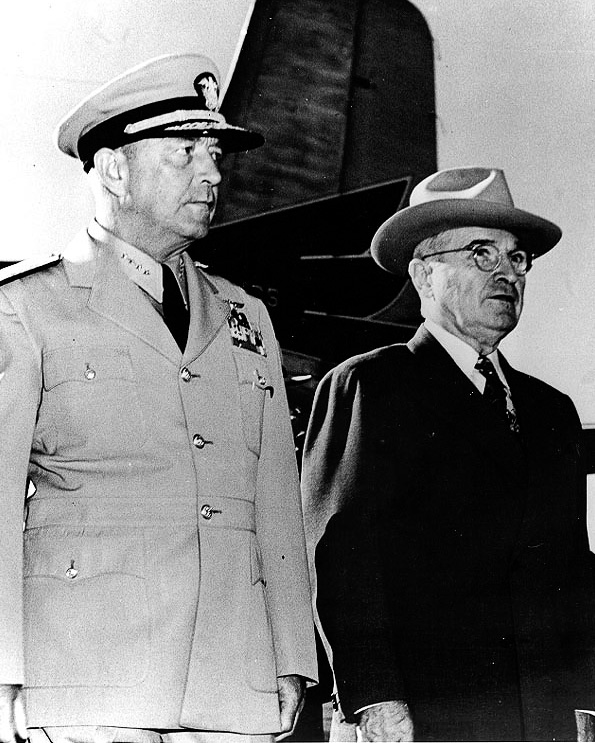
Le président Harry S. Truman (à droite) avec Arthur W. Radford, 1950.

Radford est promu vice-amiral à la fin de l'année 1945. Pendant un certain temps, il est chef adjoint des opérations navales pour l'Air sous la responsabilité du Secrétaire à la Marine des États-Unis James Forrestal. Dans la période de l'Après-guerre, Radford se montre un ardent défenseur du maintien des programmes de l'aviation navale. Et lorsque l'amiral de flotte Ernest J. King développe un plan d'après-guerre pour l'United States Navy demandant aux États-Unis de maintenir neuf porte-avions en activité, Radford suggère à King de doubler ce nombre ; une proposition politiquement irréaliste.
Après la guerre, Radford est l'un des principaux adversaires au plan pour fusionner les services en uniforme des États-Unis. Ce plan prévoit notamment de diviser l'United States Army et les United States Army Air Forces en branches distinctes et de les placer avec l'United States Navy sous la responsabilité d'une organisation de défense dépendante du Cabinet des États-Unis. Craignant la perte de l'influence de leur branche, les commandants de la Marine s'opposent à la formation d'une force aérienne distincte et se montrent en faveur d'une organisation de défense plus souple. Radford est choisi par le secrétaire Forrestal pour former le comité de recherche et de réorganisation. Des mois de discussion aboutissent au National Security Act de 1947, une victoire politique pour la Marine parce que si la loi crée l'United States Air Force, elle aboutit aussi à la création d'un département coordonné, mais non unifié, le département de la Défense des États-Unis avec une puissance limitée ; la Marine gardant le contrôle de ses moyens aériens. En 1947, Radford est brièvement nommé commandant de la 2e flotte des États-Unis, ce qui, selon lui, a pour but de l'éloigner des négociations budgétaires à Washington, même si néanmoins, cette nouvelle affectation a sa préférence.
En janvier 1948, Radford est nommé par le président Harry S. Truman comme vice-chef des Opérations navales (VCNO). Les débats continuent avec les chefs militaires sur l'avenir des forces armées alors que Truman cherche à réduire le budget de la défense. Radford est considéré par les dirigeants de la marine comme un expert qui défend farouchement les intérêts de la marine face aux restrictions budgétaires,. Sa nomination comme VCNO rencontre tout de même l'opposition de l'amiral de flotte Chester Nimitz, qui craint que la ligne dure défendue par celui-ci sur le budget aliènent les généraux des autres branches de l'armée. Radford apporte un fort leadership à la fonction de VCNO. Les forces de l'aviation navale passent de 2 467 à 3 467 avions durant cette période, et presque tous ces avions sont destinés aux porte-avions d'attaque rapide. Radford supervise également la mise en œuvre du « Full Air Program » qui prévoit la mise en service d'un total de 14 500 avions dans l'aéronavale. Avec son prédécesseur John D. Price (en), il favorise la réduction du nombre de navires de la force navale afin de développer de plus fortes capacités pour l'aviation navale. En 1949, le président Truman le nomme Haut-commissaire du Territoire sous tutelle des îles du Pacifique ; il prend ses nouvelles fonctions le 1er mai 1949.

### Commandant de la flotte du Pacifique

#### Révolte des amiraux
Le 7 avril 1949 Radford atteint le grade d'amiral et le 30 avril 1949, Truman le nomme au poste de commandant de la flotte du Pacifique des États-Unis (en). Radford, un anticommuniste loyal, considère que la plus grande menace pour la sécurité des États-Unis vient de l'Asie et non de l'Europe. Il voyage beaucoup à travers le Pacifique ainsi qu'en Asie du Sud et en Extrême-Orient. Il fait la connaissance des dirigeants politiques et militaires en Nouvelle-Zélande, en Australie, aux Philippines, au Viêt Nam, en Thaïlande, en Malaisie, en Birmanie, en Inde, au Pakistan, à Hong Kong, à Formose et au Japon et il s’imprègne des questions sociopolitiques auxquelles chaque nation ainsi que la zone Pacifique dans son ensemble est confrontée.
Malgré sa nouvelle affectation, Radford est bientôt rappelé à Washington pour poursuivre les audiences sur l'avenir du budget militaire des États-Unis. Il devient un personnage clé de ce que l'on appellera plus tard la « Révolte des amiraux », qui débute en avril 1949, peu de temps après sa nomination, lorsque le super porte-avions (en) USS United States (CVA-58) est annulé,.
À la demande de Carl Vinson, Radford s'oppose fermement aux plans du secrétaire à la Défense Louis A. Johnson et du secrétaire à la Marine, Francis P. Matthews (en) pour faire du Convair B-36 Peacemaker le principal bombardier de l'armée de l'air. Radford remet également en cause les plans de l'armée de l'air qui se concentrent sur les vecteurs d'armes nucléaires comme principal moyen de dissuasion et il qualifie la guerre nucléaire comme « moralement répréhensible ». Mais finalement, la part des forces aériennes dans le budget est augmentée au détriment de la marine et de l'armée de terre. L'annulation de l'USS United States n'est pas remis en cause et les coupes budgétaires de l'après-guerre dans la Marine sont maintenues. Cependant, avec l'avènement de la guerre froide, la guerre de Corée en particulier démontre la nécessité d'entretenir des forces et des moyens conventionnels conséquents entrainant une réévaluation à la hausse des budgets en faveur de ceux-ci,.

#### Guerre de Corée

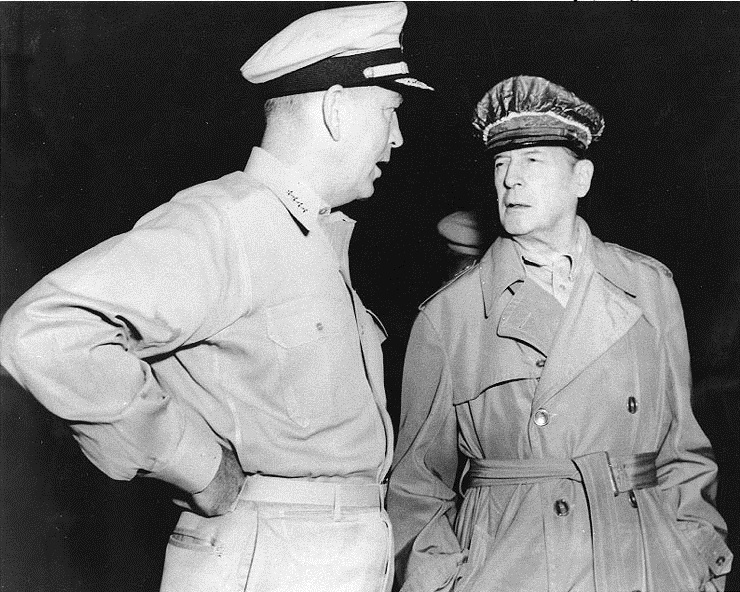
Radford (à gauche) et Douglas MacArthur confère sur l'île de Wake en 1950. Radford est un admirateur de MacArthur et un partisan de ses stratégies, avant et après le licenciement de ce dernier.

Peu de temps après l'éclatement de la guerre de Corée en juin 1950, la responsabilité de la 7e flotte américaine du vice-amiral Arthur Dewey Struble est transférée du commandement Pacifique et donc de Radford, au commandant des forces navales en Extrême-Orient, le vice-amiral Charles Turner Joy. Le supérieur de Joy est le général de l'armée Douglas MacArthur du commandement des Nations unies en Corée (UNC). Dès lors, Radford n'exerce plus de responsabilité directe sur les forces impliquées dans le conflit.
Radford est un admirateur de MacArthur et un partisan de sa stratégie « Asia First (en) ». Il appuie l'opération Chromite en octobre 1950,, ainsi que la mission des Nations unies en faveur de la réunification de la Corée. Il assiste à la conférence de l'île de Wake (en) entre MacArthur et Truman le 15 octobre et il rappelle sa conviction que, si les Chinois interviennent dans la guerre, les États-Unis pourront toujours dominer le conflit à condition de pouvoir frapper avec leur puissance aérienne, les bases chinoises en Mandchourie. Lorsque l'Armée des volontaires du peuple chinois intervient en faveur de la Corée du Nord le mois suivant, Radford partage la frustration de MacArthur à l'égard des restrictions imposées aux forces de l'ONU qui leur interdisent de frapper le sol chinois. Après le renvoi du général Douglas MacArthur par le Président Truman (en) en avril 1951, Radford accueille en héros le général, alors en escale à Hawaï sur la route de son retour aux États-Unis.
En tant que commandant des forces américaines aux Philippines et à Formose, Radford accompagne le président élu Dwight D. Eisenhower lors de son voyage de trois jours en Corée en décembre 1952. Eisenhower cherche une stratégie de sortie pour ce conflit impopulaire et dans l'impasse. Radford suggère de menacer la Chine d'attaquer ses bases en Mandchourie et de l'utilisation d'armes nucléaires. Ce point de vue est partagé par le secrétaire d'État, John Foster Dulles, et le commandant des forces des Nations unies, Mark Wayne Clark. Mais cette option n'est finalement jamais mise en pratique alors que l'armistice de Panmunjeom se profile (il est signé en juillet 1953) et que les Chinois sont aux prises avec des troubles intérieurs. Pourtant, la franchise de Radford pendant le voyage et sa connaissance de l'Asie font une bonne impression sur Eisenhower, qui nomme Radford chef d'État-Major des armées,.

### Chef d'État-Major des armées
« I simply must find men who have the breadth of understanding and devotion to the country rather than to a single Service that will bring about better solutions than I get now. ... [strangely] enough the one man who sees this clearly is a Navy man who at one time was an uncompromising exponent of naval power and its superiority over any other kind of strength. That is Radford. »
— Eisenhower sur son choix de nommer Radford comme chef d'État-Major des armées, 

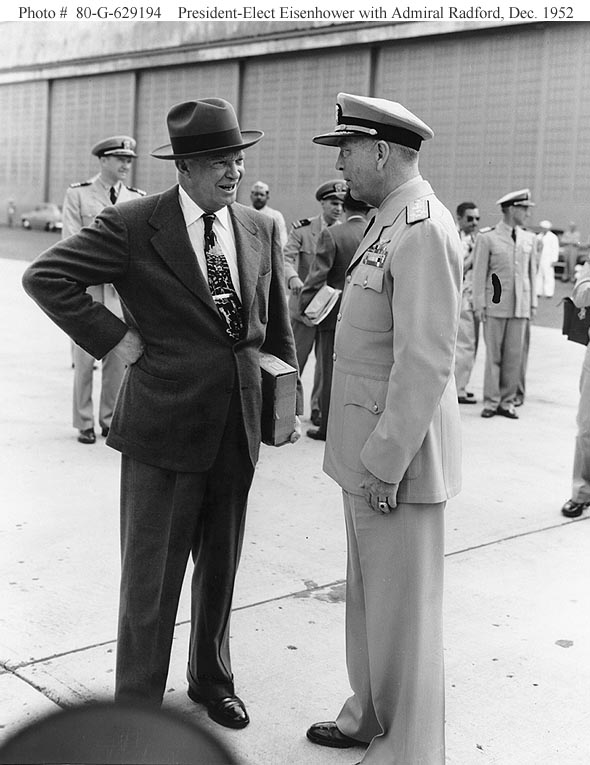
Radford rencontre Dwight Eisenhower en 1952. C'est lors de cette réunion que Radford impressionne tellement le président élu que ce dernier décide de le nommer chef d'État-Major des armées l'année suivante.

La nomination officielle de Radford par Eisenhower comme chef d'État-Major des armées arrive au milieu de l'année 1953 et il entre en fonction le 15 août 1953. Eisenhower est initialement prudent à son sujet en raison de son implication dans la rivalité inter-services (en) et la « révolte de 1949 ». Les opinions anticommunistes de Radford, ainsi que sa connaissance de l'Asie et son soutien à la politique de défense « New Look (en) » d'Eisenhower, en font un candidat attrayant, en particulier parmi les républicains, pour remplacer Omar Bradley à ce poste. Eisenhower est également impressionné par son intelligence, son dévouement, sa ténacité et son courage de dire ce qu'il pense. Radford qui indique lors de sa nomination, avoir réévalué ses positions depuis la « Révolte des amiraux », devient un chef d'État-Major des armées, finalement populaire auprès du président et du Congrès.

#### Budget militaire
Radford est partie intégrante dans la formulation et l'exécution de la politique du « New Look », en réduisant les dépenses sur les forces militaires conventionnelles pour favoriser une forte dissuasion nucléaire et une plus grande dépendance à la puissance aérienne. À cette époque, il doit surmonter la résistance des chefs de l'armée qui s'opposent à la réduction de leurs forces, et les décisions de Radford, libérées de la rivalité inter-service, impressionnent Eisenhower. Malgré son soutien au « New Look », il est en désaccord avec Eisenhower à plusieurs reprises lorsque le président propose des compressions budgétaires drastiques qui inquiètent Radford car elles rendraient selon lui la marine américaine inefficace. À la fin de 1954, par exemple, Radford témoigne à huis clos devant un comité du Congrès en estimant que certaines des coupes proposées dans la défense par Eisenhower limitent les capacités militaires de « représailles massives », mais il conserve ses désaccords hors du public, travaillant de l'intérieur et cherchant le financement pour sauver des programmes stratégiques spécifiques.
En 1956, Radford propose de protéger plusieurs programmes militaires contre les réductions budgétaires en réduisant le nombre des forces conventionnelles, mais la proposition est divulguée à la presse, provoquant un tumulte au Congrès et parmi les alliés militaires des États-Unis. En 1957, après que les autres chefs d'état-major interarmées ont encore une fois exprimé leur désaccord sur la façon de réduire les effectifs parmi de plus amples restrictions budgétaires, Radford soumet des idées pour limiter la diminution drastiques des forces directement au secrétaire à la Défense, Charles Erwin Wilson, qui accepte de les transmettre à Eisenhower.

#### Politique militaire étrangère
Alors que Radford reste le principal conseiller de Eisenhower pour le budget, leurs opinions différent plus largement sur les questions de politique étrangère. Radford préconise l'utilisation d'armes nucléaires et une ferme position militaire et diplomatique contre la Chine. Au début de son mandat, il suggère même à Eisenhower une guerre préventive contre la Chine ou l'Union des républiques socialistes soviétiques alors que les États-Unis possèdent un net avantage nucléaire et avant qu'ils ne s'enlisent dans les conflits en Extrême-Orient. Mais, Eisenhower rejette immédiatement cette idée.
Après que la France a demandé l'assistance des États-Unis pour ses forces assiégées à Diên Biên Phu en 1954, Radford propose une attitude agressive envers le Việt Minh en recommandant aux États-Unis de les menacer avec l'arme atomique comme il l'a fait au sujet de l'implication chinoise dans la guerre de Corée. Il préconise également l'intervention militaire des États-Unis dans la première crise du détroit de Taïwan en 1955 ainsi que dans la crise du canal de Suez en 1956, mais Eisenhower favorise les approches diplomatiques et les menaces d'employer la force.

## Fin de carrière

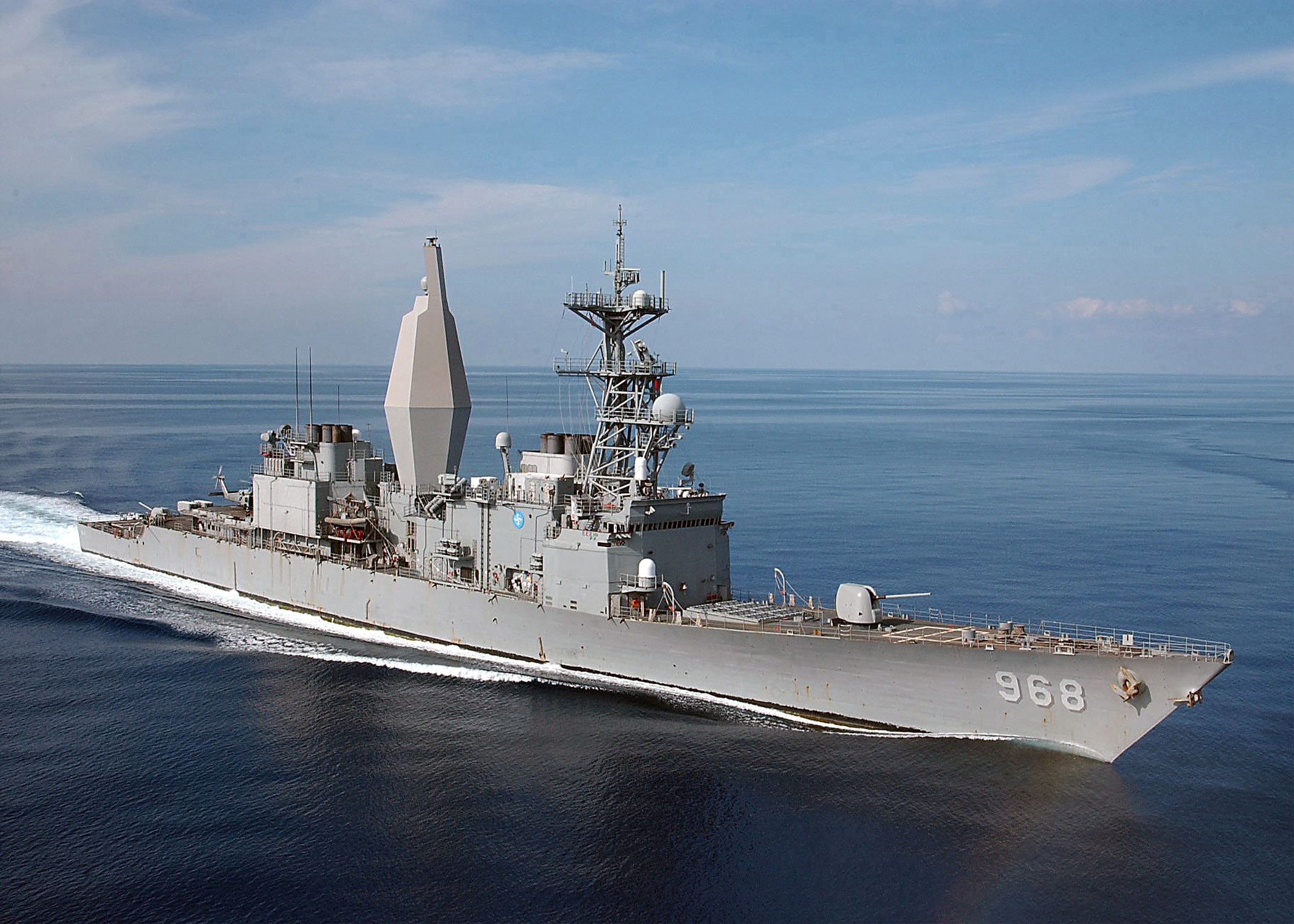
L', qui est lancé en 1975 et nommé en son honneur.

Après son second mandat comme chef d'État-Major des armées, Radford décide de se retirer de la Marine en 1957 pour entrer dans le secteur privé. La même année, l'Admiral Arthur W. Radford High School (en) à Honolulu est nommé en son honneur. Radford est appelé pour servir de conseiller militaire pour la campagne de Richard Nixon à l'élection présidentielle américaine de 1960, puis une seconde fois pour Barry Goldwater à l'élection présidentielle de 1964.
Radford meurt d'un cancer à l'âge de 77 ans le 17 août 1973 au Bethesda Naval Medical Center (en) à Bethesda dans le Maryland. Il est inhumé avec les pleins honneurs accordés à un ancien chef d'État-Major des armées dans la section 3 du cimetière national d'Arlington. En 1975, la Marine lance le destroyer anti-sous-marin de la classe Spruance USS Arthur W. Radford, nommé en son honneur.

## Décorations et récompenses militaires
Les décorations et récompenses militaires d'Arthur W. Radford incluent :
|                                   |                                         |                           |
| Gold star · Gold star · Gold star | Gold star                               | Bronze star · Bronze star |
|                                   | Bronze star                             | Bronze star               |
|                                   | Bronze star · Silver star · Bronze star |                           |
|                                   |                                         |                           |
|                                   |                                         | Bronze star               |

| 1re rangée | Badge d'aviateur                                | Badge d'aviateur                                          | Badge d'aviateur                                          |
| 2e rangée  | Navy Distinguished Service Medal avec 3 étoiles | Legion of Merit avec 1 étoile                             | Navy Presidential Unit Citation avec 2 étoiles de service |
| 3e rangée  | Navy Unit Commendation                          | World War I Victory Medal avec 1 étoile de service        | American Defense Service Medal avec 1 étoile de service   |
| 4e rangée  | American Campaign Medal                         | Asiatic-Pacific Campaign Medal avec 7 étoiles de bataille | World War II Victory Medal                                |
| 5e rangée  | Navy Occupation Service Medal                   | National Defense Service Medal                            | Korean Service Medal                                      |
| 6e rangée  | Ordre des Fidji (en)                            | Ordre du Bain                                             | Philippine Liberation Medal avec 1 étoile de service      |